# オーレリオ・ブタ
- アウレリオ・ブタ

アウレリオ・ガブリエル・ウリネイア・ブタ（Aurélio Gabriel Ulineia Buta , 1997年2月10日 - ）はポルトガルのサッカー選手。ポジションはDF。アイントラハト・フランクフルト所属。

## 経歴
2016年8月6日にSLベンフィカのリザーブチームでプロデビュー。2017年8月31日にロイヤル・アントワープFCに期限付き移籍し、2018-19シーズンより同クラブと3年契約を結んだ。2020-21シーズンは怪我の影響もあり、同じポジションを争う三好康児にポジションを奪われたが、リーグ戦25試合に出場した。
2022年6月3日、アイントラハト・フランクフルトと4年契約を締結したことが発表された。